# Arnac-sur-Dourdou
Arnac-sur-Dourdou är en kommun i departementet Aveyron i regionen Occitanien i södra Frankrike. Kommunen ligger  i kantonen Camarès som ligger i arrondissementet Millau. År 2022 hade Arnac-sur-Dourdou 44 invånare.

## Befolkningsutveckling
Antalet invånare i kommunen Arnac-sur-Dourdou
Referens: INSEE